# Mário Crespo
Mário Crespo (Coimbra, 13 de abril de 1947) é um jornalista português.

Foi o pivô do Jornal das 9, e apresentador de 60 Minutos, todos eles transmitidos no canal de televisão SIC Notícias. Mário Crespo notabilizou-se como correspondente da Radiotelevisão Portuguesa em Washington, D.C. e Nova Iorque, entre 1991 e 1998. Até à data, foi o único jornalista português acreditado na Casa Branca, durante os mandatos de George H. W. Bush (1989 a 1993) e Bill Clinton (1993 a 2001).

## Juventude e Educação
Natural de Coimbra, filho de Eduardo Ribeiro Crespo, que foi funcionário do Banco Nacional Ultramarino e de Carmen de Assunção Rodrigues de Sousa, que foi professora do Ensino Técnico e Liceal, passou a infância e a juventude em Lourenço Marques (hoje Maputo). Fez estudos no Liceu Salazar, vindo depois para Lisboa, onde residiu no Colégio Universitário Pio XII. Em 1969[carece de fontes?] matriculou-se em Engenharia, no Instituto Superior Técnico, desistindo um ano depois. Chamado a cumprir o serviço militar obrigatório, em 1970, foi transferido para Moçambique, a seu pedido, em plena guerra de independência. Em 1972 foi colocado no Gabinete de Imprensa Militar do comandante Kaúlza de Arriaga, com funções de intérprete, mas com o desenrolar da guerra foi integrado no Comando das Cargas Críticas, que controlavam as cargas de cimento provenientes de Beira, para a construção da barragem de Cahora Bassa. Posteriormente foi integrado no Agrupamento de Engenharia, em Tete. Durante o mesmo período frequentou o curso de Medicina, na Universidade de Lourenço Marques, mais tarde Universidade Eduardo Mondlane, que abandonou no quarto ano.
Com a Revolução dos Cravos em Portugal e a instabilidade que esta gerou em Moçambique, partiu para Joanesburgo em 10 de setembro de 1974, acompanhado da mãe, sem quaisquer pertences. Em Joanesburgo, nesse mesmo ano, iniciou a carreira jornalística como estagiário na rádio da South African Broadcasting Corporation, onde foi depois promovido a chefe de redação. Anos mais tarde, a estação abre um canal de televisão, até aí proibida pelo Governo, na qual Mário Crespo também chegou a trabalhar. Cessou funções na estação em 1981, após o divórcio da sua primeira esposa, Helen de Souza, com a qual tinha casado em 1972. Foi para os Estados Unidos da América, onde arranjou emprego como tradutor no Voz da América, funções que deixou pouco depois.
Em 1982 regressa a Lisboa e vai para a redação da RTP, onde viria em 1986 a apresenta o jornal Sumário, transmitido aos sábados à tarde na RTP2. Em 1989, então a apresentar o Jornal das Nove transmitido nas noites da RTP2, sai da estação para dirigir A Capital, a convite de Pinto Balsemão. Em 1990 vai apresentar, na RTP1, o Jornal de Sábado. Com os estalar da Guerra do Golfo, em 1991, é destacado como correspondente da RTP em Israel.
Pouco tempo depois regressa a Lisboa, e é destacado como correspondente para os EUA pela RTP. Trabalha numa empresa dependente da Eurovisão, como chefe de agência em Washington, D.C. e correspondente em Nova Iorque. Conseguiu credencial permanente na Casa Branca, após um longo processo de ano e meio que incluía uma investigação do FBI da vida de Mário Crespo durante os vinte anos anteriores. A credencial de imprensa permitiu-lhe assistir aos briefings e conferências de imprensa da presidência da Casa Branca, do Departamento de Estado e do Pentágono na James S. Brady Press Briefing Room. Essa credencial também permitiu-lhe questionar instituições estatais. Durante esse período em Washington, surgiram uma série de desentendimentos entre Mário Crespo e a RTP, entre eles várias denúncias de Mário Crespo à administração da RTP por ter detetado irregularidades entre a RTP e a empresa portuguesa Telepromo em Newark, como abuso de confiança, gestão danosa, prática de preços duas ou três vezes acima do valor de mercado, débito de serviços não prestados, entre outras. O responsável da Telepromo negou as irregularidades, assim como alguns dos visados da RTP. José Eduardo Moniz, então diretor-coordenador da RTP, abriu um inquérito que resultou na cessação do contrato com a Telepromo. Passados três anos, após Mário Crespo ter denunciado desde 10 de setembro de 1991 as irregularidades à administração da RTP, e apesar do contrato com a Telepromo ter cessado, Mário Crespo continuou a verificar algumas irregularidades, como a continuação dos serviços prestados pela empresa à RTP e o respetivo envio de faturas. Devido a isso, a 14 de julho de 1994, Mário Crespo entregou um dossier com documentos sobre as irregularidades à Procuradoria-Geral da República. Este processo acabou por ser arquivado. Apesar de terem sido provadas as irregularidades, não foi provada a intencionalidade de as praticar por parte dos visados.
A RTP deixou de pagar o salário e as despesas de Mário Crespo em 1998, vendo-se este obrigado a regressar a Portugal. Como o contrato que celebrara com a RTP ainda não tinha terminado - faltava ano e meio - e não lhe atribuíam funções, meteu um processo em tribunal contra a RTP, que anos mais tarde resultou numa indemnização a Mário Crespo. A RTP acabou por colocá-lo num edifício fora da redação e sem quaisquer funções, recebendo apenas cerca de um terço do salário que recebia em Washington. É também alvo de alguns processos disciplinares por parte da RTP. Durante esse período deu aulas na Universidade Independente.
Em agosto de 2000, após receber confirmação que podia ingressar na redação da SIC Notícias como editor de jornalismo internacional, apresenta à RTP a carta de demissão por justa causa por não ter funções atribuídas, demissão essa que a RTP não aceitou. A SIC Notícias estreia pouco depois a 8 de janeiro de 2001, a convite do Nuno Santos para a apresentar o programa de reportagens 60 Minutos (versão portuguesa do 60 Minutes da CBS)
Entre 12 de janeiro de 2009 e 25 de maio de 2009 conduziu o programa de entrevistas Mário Crespo entrevista, transmitido no canal de sinal aberto SIC às segundas-feiras a seguir ao Jornal da Noite.
Foi o pivô de segunda a sexta-feira do Jornal das 9 da SIC Notícias, um jornal com formato semelhante ao Nightline da American Broadcasting Company (ABC), transmitido diariamente às 21 horas. O Jornal das 9 é composto na primeira parte pelo telejornal com pelo menos um convidado e na segunda parte, denominada Frente-a-Frente, por um debate, entre dois comentadores convidados, sobre as notícias da atualidade. 
Foi moderador do programa de debates Plano Inclinado, com os comentadores Medina Carreira, João Duque e Nuno Crato. Este programa estreou a 7 de novembro de 2009,
Em 2014,abalhar na SIC e SIC Notícias e com 66 anos de idade, pediu a passagem à reforma. Em 26 de março de 2014, apresentou pela última vez o Jornal das 9, concluindo com uma despedida emocionada.

### Coluna de opinião "O Fim da Linha"
Após dois anos e meio a assinar a coluna de opinião na secção "Opinião", publicada na edição de segunda-feira do Jornal de Notícias, Mário Crespo cessa a colaboração após lhe ter sido recusada a publicação da crónica na edição no dia seguinte a 1 de fevereiro de 2010. A crónica acabou por aparecer no sítio da internet do Instituto Francisco Sá Carneiro a 1 de fevereiro, no entanto Mário Crespo afirma desconhecer como a crónica foi parar ao sítio, uma vez que enviou a crónica apenas para o Jornal de Notícias por correio eletrónico. Na crónica então publicada na internet, Mário Crespo descreve uma alegada conversa, relatada a ele por uma fonte que não quis revelar, ocorrida a 26 de janeiro de 2010 no restaurante do Hotel Tivoli em Lisboa, onde se encontravam o Primeiro-ministro José Sócrates, o Ministro dos Assuntos Parlamentares Jorge Lacão, o Ministro de Estado Pedro Silva Pereira e o diretor de programas da SIC Nuno Santos. Refere que José Sócrates descreveu Mário Crespo com desdém e que era "um problema que tem que ser solucionado". Mário Crespo termina a crónica descrevendo o terminar de outros "problemas" do primeiro-ministro, como o afastamento de Manuela Moura Guedes do Jornal Nacional - 6.ª Feira da TVI, a saída de José Eduardo Moniz da TVI, o afastamento do diretor do Público José Manuel Fernandes e o alegadamente previsto terminar do programa semanal As Escolhas de Marcelo com Marcelo Rebelo de Sousa aos domingos na RTP.
A 2 de fevereiro, nas jornadas parlamentares do CDS-PP, revelou também que na conversa relatada na crónica, foi citado Medina Carreira como "outro problema a ser solucionado".
O Jornal de Notícias emitiu uma nota da direção do jornal descrevendo as dúvidas colocadas pelo diretor do jornal a Mário Crespo sobre a crónica. O diretor não considerou a crónica um mero texto de opinião, apontou a ausência de contraditório e não concordou com a via pela qual a informação chegou a Mário Crespo. Na edição de 3 de fevereiro de 2010, o diretor do Jornal de Notícias José Leite Pereira descreve mais detalhadamente a situação, acrescentando que tentou encontrar uma solução para o problema de divergência com Mário Crespo mas que este decidiu terminar a colaboração com o jornal. O diretor nega que tenha havido qualquer pressão para não se publicar a crónica ou qualquer tipo de censura.
Mário Crespo, no entanto, afirma que antes de antes de redigir a crónica, confirmou as informações com Nuno Santos e Bárbara Guimarães, que também estiveram presentes no mesmo local. O jornal Expresso também confirmou a informação com fontes da SIC Notícias, sem no entanto revelá-las.
Posteriormente, o diretor de programas da SIC Nuno Santos, confirmou aos jornalistas que esteve no restaurante na mesma altura, discordando no entanto com a descrição da conversa publicada na crónica de Mário Crespo.
O Ministro de Estado Pedro Silva Pereira, um dos citados no artigo de Mário Crespo, reagiu numa entrevista à RTPN afirmando que não considerava o artigo como coluna de opinião nem de jornalismo, mas sim de "mexericos" e que por ele "Mário Crespo vai ficar a falar sozinho". Rejeitou confirmar ou desmentir o conteúdo da alegada conversa no restaurante e afirmou que não pretende trazer a público conversas privadas.
Mário Crespo afirmou que não pensou em avançar com uma ação judicial contra José Sócrates, optando por entregar a 2 de fevereiro uma queixa à Entidade Reguladora para a Comunicação Social (ERC). Entregou também uma queixa ao Sindicato dos Jornalistas e foi contactado pela organização não-governamental Repórteres sem Fronteiras. A ERC emitiu um comunicado a 3 de fevereiro de 2010 a indicar que será aberto um processo de averiguações com base nas queixas recebidas do "caso Mário Crespo".
Com a recusa de publicação da crónica conforme a redigira, Mário Crespo decidiu lançar um livro a 11 de fevereiro de 2010, intitulado A Última Crónica, pela Alêtheia Editores de Zita Seabra, que reúne cerca de cem crónicas selecionadas, publicadas no Jornal de Notícias, O Diabo e Expresso. Na apresentação do livro, Mário Crespo afirmou que a decisão de não publicar a crónica já estaria tomada antes do diretor do jornal lhe ter telefonado, porque a crónica já não constava na grelha do jornal.
A 9 de fevereiro de 2010, foi aprovado um requerimento do PSD para a Comissão de Ética, Sociedade e Cultura efetuar audições sobre a liberdade de expressão em Portugal, onde serão ouvidas várias pessoas, entre elas Mário Crespo a 17 de fevereiro de 2010.

## Obras
- A Televisão e os Modelos Culturais, Mário Crespo, in Estudos sobre a Globalização da Sociedade Civil (Ensaios de 2004-2005) (vários autores): Academia Internacional da Cultura Portuguesa, 2008. ISBN 9780000617668
- A Última Crónica, Mário Crespo: Alêtheia Editores, 2010.

### Audiovisuais
- «Vídeos de várias edições do programa "Plano Inclinado" moderado por Mário Crespo no sítio da SIC»
- «Vídeos de várias edições do programa "Mário Crespo Entrevista" no sítio da SIC»
- «Áudio de uma entrevista a Mário Crespo "António Sala entrevista Mário Crespo" transmitida a 16 de dezembro de 2009 no sítio da Rádio Renascença». (áudio 52m32s)
- «Vídeo da notícia televisiva "Jornalista relatou almoço entre Sócrates e vários membros do Governo" transmitida a 1 de fevereiro de 2010 no sítio da SIC»
- «Vídeo da notícia televisiva "Silva Pereira acusa Mário Crespo de propagar «mexerico»" no sítio da RTP»
- «Vídeo da notícia televisiva "Mário Crespo acusa Sócrates" no sítio da TVI24»